# Abelyn Broughton
Pour les articles homonymes, voir Broughton.
Abelyn Broughton, née le 3 mai 1983, est une rameuse américaine qui pratique l'aviron.

## Palmarès

### Championnats du monde
- 2010 à Hamilton,  Nouvelle-Zélande
  -  Médaille d'argent en quatre de couple poids légers
- 2009 à Poznań,  Pologne
  -  Médaille de bronze en quatre de couple poids légers